# بلوم (کانزاس)
بلوم (به انگلیسی: Bloom) یک منطقهٔ مسکونی در ایالات متحده آمریکا است که در شهرستان فورد، کانزاس واقع شده‌است. بلوم ۷۸۷٫۰ متر بالاتر از سطح دریا واقع شده‌است.